# Kammergut Gaberndorf
Das ehemalige Kammergut Gaberndorf befindet sich Am Dorfring 8 im Dorfkern des Weimarer Ortsteils Gaberndorf.
Das ehemalige Kammergut steht auf der Liste der Kulturdenkmale in Gaberndorf. Seit wann genau Gaberndorf Kammergut wurde, ist unklar. Durch eine Beschwerdeschrift von 1686 das Triftrecht betreffend ist ersichtlich, dass es schon im 17. Jahrhundert Kammergut gewesen war. Seit 1738 fiel das Gut durch Kauf an den Herzog Ernst August. Dieser hatte es von der herzoglichen Kammer durch Kauf erworben. Zum Kammergut gehörte außer den nötigen Gebäuden eine insgesamt 557 Äcker umfassende Fläche. Außerdem verfügte es über das unbeschränkte Triftrecht in verschiedenen Fluren. In Gaberndorf wurde u. a. Schweinezucht getrieben. In jüngerer Zeit fand eine Sanierung der Gebäude statt.